# 동신여객 (대구)
동신여객자동차는 대구광역시에서 제일 규모가 작은 시내버스 운송 업체이다. 영업 차량 대수가 33대인 소규모 업체이지만 내실을 탄탄하게 다져서 2006년과 2007년 대구광역시 시내버스 서비스 순위 1위를 차지하였다. 1980년 1월 6일에 시내버스 운송면허를 취득하여 설립되었고 오랫동안 북구 관음동 칠곡 나들목 옆의 종점으로 이용되고 있다. 주로 대구광역시 북구 칠곡3지구에서 달성군 가창면 대일리, 북구 칠곡1지구에서 남구 대명동 앞산공원, 동신여객 차고지에서 칠곡1·2·3지구를 순환하는 시내버스 노선을 운행하고 있다. 동신여객자동차의 대표는 이명박 대통령과 경상북도 포항시 동지상고(현 동지고등학교)에서 동고동락한 동창으로 알려져 있다. 동신여객 차고지에서 북쪽으로 나오는 칠곡1지구 인근에 관음동 공영차고지 겸 천연가스 충전소가 조성되었다.
2010년 3월 30일, 우주교통으로 공식 인수 합병되었다.

## 차고지
- 대구광역시 북구 관음동